# Sea Gate
Sea Gate ist eine Testumgebung für das europäische Satellitennavigationssystem Galileo in Rostock.

## Aufbau
Sechs Antennen (sogenannte Pseudoliten) im Hafen von Rostock simulieren ortsfeste Galileosatelliten. Eine Monitor- und Kontrollstation überwacht die Signale. Gegenüber der GALILEO Test- und Entwicklungsumgebung in Berchtesgaden  sind die Versuchsbedingungen vereinfacht: Statt simultaner Abstrahlung der drei Galileo-Frequenzen senden die Sea-Gate-Pseudoliten nur auf einer, allerdings wählbaren Galileo-Frequenz. Eine Korrektur von Doppler-, Ionosphären- und Ephemeridenfehlern ist nicht erforderlich. Der Standort der Sender und einer im Testgebiet aufgebauten Referenzstation sind zentimetergenau vermessen. Wie bei einem DGP-System liegen die Positionsgenauigkeiten deutlich unter einem Meter.

## Anwendung
Das Testfeld dient dazu, maritime Anwendungen für Galileo in einer realen Umgebung frühzeitig zu untersuchen. Grundsätzlich steht jedem die Testumgebung kostenfrei zur Nutzung offen. In Testkampagnen können Parameter wie Sendeleistung, Frequenzband, Datenstruktur oder Übertragungsdaten den Anforderungen  individuell angepasst werden. Die Anlage arbeitet standardmäßig im gepulsten Betrieb, um Interferenzen mit GPS (Near-Far-Problem bei CDMA) zu minimieren.
Das RoRo-Fährschiff Mecklenburg-Vorpommern der Scandlines GmbH nutzt Sea Gate zur Unterstützung während des Anlegemanövers am Kai. Wenn die Fähre die schmale Rostocker Hafeneinfahrt und den dahinter liegenden Seekanal passiert, vollzieht sie eine 180-Grad-Kehre, bevor sie sich rückwärts dem Anleger nähert. GPS oder später Galileo mit einer Genauigkeit von mehreren Metern genügen nicht, um das Schiff bei schlechter Sicht zu manövrieren. Erst ein differentielles Referenzsystem wie Sea Gate bietet das Potenzial für eine zentimetergenaue Führung innerhalb der Hafenanlage.
Die Mecklenburg-Vorpommern trägt zwei Galileo-Empfänger, die zum Sea-Gate-Nutzersegment gehören. Im Rahmen der noch bis Mitte Mai 2010 erfolgenden Testbetriebsphase soll auch untersucht werden, inwieweit Positionierungshilfen den Fährbetrieb sicherer und  preiswerter machen. Gemäß den Richtlinien der IMO wäre bei einer garantierten Positionsabweichung von weniger als zehn Zentimetern eine Automatisierung des Anlegemanövers möglich.